# Kubach (Weilburg)
Kubach ist ein Stadtteil von Weilburg im mittelhessischen Landkreis Limburg-Weilburg.

## Geographie
Der Ort Kubach liegt im Taunus südlich von Weilburg, 215 m über NN. Höchste Erhebung ist der 347 m hohe Birkenkopf.

## Geschichte

### Ortsname
Der Name entwickelte sich von rivolum cubach, der Nennung eines Baches dieses Namens als Grenzangabe, über „Cuobach“, Cubach zum heutigen Kubach. Er kommt wahrscheinlich von den zwei Bächen, die durch Kubach fließen.

### Ortsgeschichte
In der Gemarkung Kubachs gab es schon vor 2500 Jahren eine Siedlung, wie Ausgrabungen aus dem Jahr 1981 bestätigen.
Die älteste bekannte Erwähnung von Kubach erfolgte am 27. Dezember 1000 in einer Urkunde von Otto III. als „usque ad rivolum cubach“ erwähnt.
Im Jahr 1516 wird erstmals eine Pfarrkirche in Cubach erwähnt.
Durch das Bau- und Gewerbegebiet Am Köppel zwischen Weilburg und Kubach wurde der Stadtteil ab Anfang des neuen Jahrtausends zu einem Entwicklungsschwerpunkt der Stadt Weilburg. Die rege Bautätigkeit in diesem Gebiet lässt die Kernstadt Weilburg und Kubach immer weiter zusammenwachsen.
Hessische Gebietsreform (1970–1977)
Im Zuge der Gebietsreform in Hessen wurde die bis dahin selbständige Gemeinde Kubach zum 1. Juli 1974 kraft Landesgesetz als letzter Ort ein Stadtteil von Weilburg.
Für Kubach wurde je ein Ortsbezirk mit Ortsbeirat und Ortsvorsteher nach der Hessischen Gemeindeordnung gebildet.

### Verwaltungsgeschichte im Überblick
Die folgende Liste zeigt die Staaten bzw. Herrschaftsgebiete und deren untergeordnete Verwaltungseinheiten, in denen Kubach lag:
- 1600–1700: Vergibt das Bistum Worms Lehen in Kuhdorf.
- bis 1806: Heiliges Römisches Reich, Fürstentum Nassau-Weilburg, Amt Weilburg
- ab 1806: Herzogtum Nassau, Amt Weilburg
- ab 1816: Herzogtum Nassau, Amt Weilburg
- ab 1849: Herzogtum Nassau, Kreisamt Hadamar
- ab 1854: Herzogtum Nassau, Amt Weilburg
- ab 1867: Norddeutscher Bund[Anm. 1], Königreich Preußen, Provinz Hessen-Nassau, Regierungsbezirk Wiesbaden, Oberlahnkreis
- ab 1871: Deutsches Reich, Königreich Preußen, Provinz Hessen-Nassau, Regierungsbezirk Wiesbaden, Oberlahnkreis
- ab 1918: Deutsches Reich, Freistaat Preußen, Provinz Hessen-Nassau, Regierungsbezirk Wiesbaden, Oberlahnkreis
- ab 1944: Deutsches Reich, Freistaat Preußen, Provinz Nassau, Oberlahnkreis
- ab 1945: Amerikanische Besatzungszone, Groß-Hessen, Regierungsbezirk Wiesbaden, Oberlahnkreis
- ab 1946: Amerikanische Besatzungszone, Land Hessen, Regierungsbezirk Wiesbaden, Oberlahnkreis
- ab 1949: Bundesrepublik Deutschland, Land Hessen, Regierungsbezirk Wiesbaden, Oberlahnkreis
- ab 1968: Bundesrepublik Deutschland, Land Hessen, Regierungsbezirk Darmstadt, Oberlahnkreis
- ab 1974: Bundesrepublik Deutschland, Land Hessen, Regierungsbezirk Darmstadt, Landkreis Limburg-Weilburg, Stadt Weilburg[Anm. 2]
- ab 1981: Bundesrepublik Deutschland, Land Hessen, Regierungsbezirk Gießen, Landkreis Limburg-Weilburg, Stadt Weilburg

### Bevölkerung
Einwohnerentwicklung
| Kubach: Einwohnerzahlen von 1834 bis 2020 | Kubach: Einwohnerzahlen von 1834 bis 2020 | Kubach: Einwohnerzahlen von 1834 bis 2020 | Kubach: Einwohnerzahlen von 1834 bis 2020 | Kubach: Einwohnerzahlen von 1834 bis 2020 |
| --- | ----------------------------------------- | ----------------------------------------- | ----------------------------------------- | ----------------------------------------- |
| Jahr |                                           |                                           |                                           | Einwohner                                 |
| 1834 | 1834                                      |                                           | 486                                       | 486                                       |
| 1840 | 1840                                      |                                           | 511                                       | 511                                       |
| 1846 | 1846                                      |                                           | 552                                       | 552                                       |
| 1852 | 1852                                      |                                           | 586                                       | 586                                       |
| 1858 | 1858                                      |                                           | 604                                       | 604                                       |
| 1864 | 1864                                      |                                           | 656                                       | 656                                       |
| 1871 | 1871                                      |                                           | 652                                       | 652                                       |
| 1875 | 1875                                      |                                           | 625                                       | 625                                       |
| 1885 | 1885                                      |                                           | 653                                       | 653                                       |
| 1895 | 1895                                      |                                           | 655                                       | 655                                       |
| 1905 | 1905                                      |                                           | 606                                       | 606                                       |
| 1910 | 1910                                      |                                           | 629                                       | 629                                       |
| 1925 | 1925                                      |                                           | 620                                       | 620                                       |
| 1939 | 1939                                      |                                           | 609                                       | 609                                       |
| 1946 | 1946                                      |                                           | 861                                       | 861                                       |
| 1950 | 1950                                      |                                           | 864                                       | 864                                       |
| 1956 | 1956                                      |                                           | 854                                       | 854                                       |
| 1961 | 1961                                      |                                           | 894                                       | 894                                       |
| 1967 | 1967                                      |                                           | 965                                       | 965                                       |
| 1970 | 1970                                      |                                           | 881                                       | 881                                       |
| 1980 | 1980                                      |                                           | ?                                         | ?                                         |
| 1990 | 1990                                      |                                           | ?                                         | ?                                         |
| 2000 | 2000                                      |                                           | ?                                         | ?                                         |
| 2011 | 2011                                      |                                           | 1.581                                     | 1.581                                     |
| 2016 | 2016                                      |                                           | 1.588                                     | 1.588                                     |
| 2020 | 2020                                      |                                           | 1.527                                     | 1.527                                     |
| Datenquelle: Historisches Gemeindeverzeichnis für Hessen: Die Bevölkerung der Gemeinden 1834 bis 1967. Wiesbaden: Hessisches Statistisches Landesamt, 1968. Weitere Quellen: LAGIS; Stadt Weilburg; Zensus 2011 |                                           |                                           |                                           |                                           |

Einwohnerstruktur 2011
Nach den Erhebungen des Zensus 2011 lebten am Stichtag dem 9. Mai 2011 in Kubach 1581 Einwohner. Darunter waren 57 (3,6 %) Ausländer.
Nach dem Lebensalter waren 333 Einwohner unter 18 Jahren, 684 zwischen 18 und 49, 318 zwischen 50 und 64 und 249 Einwohner waren älter.
Die Einwohner lebten in 621 Haushalten. Davon waren 162 Singlehaushalte, 156 Paare ohne Kinder und 237 Paare mit Kindern, sowie 54 Alleinerziehende und 12 Wohngemeinschaften. In 108 Haushalten lebten ausschließlich Senioren und in 442 Haushaltungen lebten keine Senioren.
Religionszugehörigkeit
| • 1885: | 639 evangelische (= 97,86 %), 14 katholische (= 2,14 %) Einwohner           |
| • 1961: | 717 evangelische (= 80,20 %), 169 römisch-katholische (= 18,90 %) Einwohner |

## Politik
Nach der Kommunalwahlen in Hessen 2021
- hat Ortsbeirat von Kubach hat die SPD einen, FDP einen und die CDU drei Sitze.
- Ortsvorsteher wurde Uwe Abel (CDU)

Bis 2011 war Jens Witte (SPD) Ortsvorsteher.
Von 2011 bis 2016 war Jacqueline Würz (SPD) Ortsvorsteherin.

## Kultur und Sehenswürdigkeiten

### Bauwerke
Im Jahr 1516 wurde die erste eigene Kirche gebaut. Die heutige Kirche wurde 1784 fertiggestellt.

### Naturdenkmäler

#### Kubacher Kristallhöhle
Die Kubacher Kristallhöhle ist die einzige Kristallhöhle in Deutschland. Sie wird von Besuchern aus der ganzen Welt besichtigt. Seit dem 31. August 1979 ist die Kubacher Kristallhöhle in der Liste der Naturdenkmäler im Landkreis Limburg-Weilburg geführt.

#### Bismarckeiche
Die Bismarckeiche an der K 423 Richtung Hirschhausen ist seit dem 22. Juli 1938 auf der Liste der Naturdenkmäler im Landkreis Limburg-Weilburg geführt. Das Alter wird auf rund 200 Jahre geschätzt.

### Vereine
Auf Ortsebene bestehen die Vereine und Gruppen Kubacher Kristallhöhle Höhlenverein Kubach e. V., Freiwillige Feuerwehr Kubach e. V. gegründet 1934 (seit 12. Juni 1980 einschl. Jugendfeuerwehr, seit 2016 mit einer Kinderfeuerwehr), Kubacher Frauentreff e. V., Kur- und Verkehrsverein Kubach 1966 e. V., Kyffhäuser-Kameradschaft Kubach, Landfrauenverein Kubach, Turnverein 1907 Kubach e. V., TuS 1945 Kubach e. V., die VdK-Ortsgruppe Kubach und die generationenübergreifende KIZ (Kubacher Initiative Zusammenhalt).

## Infrastruktur
- Es existieren in Kubach ein Bürgerhaus in der Hauptstraße, ein Sportplatz, die Grillhütte am Birkenkopf, Kinderspielplätze und Wanderwege sowie die städtische Kindertagesstätte Kubelix Kubach.
- In Kubach sorgt die Freiwillige Feuerwehr Kubach, gegründet 1934 (seit dem 12. Juni 1980 mit Jugendfeuerwehr, seit 2016 mit einer Kinderfeuerwehr), für den abwehrenden Brandschutz und die allgemeine Hilfe.[12]

## Persönlichkeiten
- Friedrich Hermann Klein (1878–1960), Landwirt und Mitglied des Provinziallandtages der Provinz Hessen-Nassau.
- Arnold Schuster (1890–1969), hessischer Politiker (FVP, DDP, CDU)
- Harald Karger (* 1956), Fußballspieler, lebt in Kubach